# Pizzagate

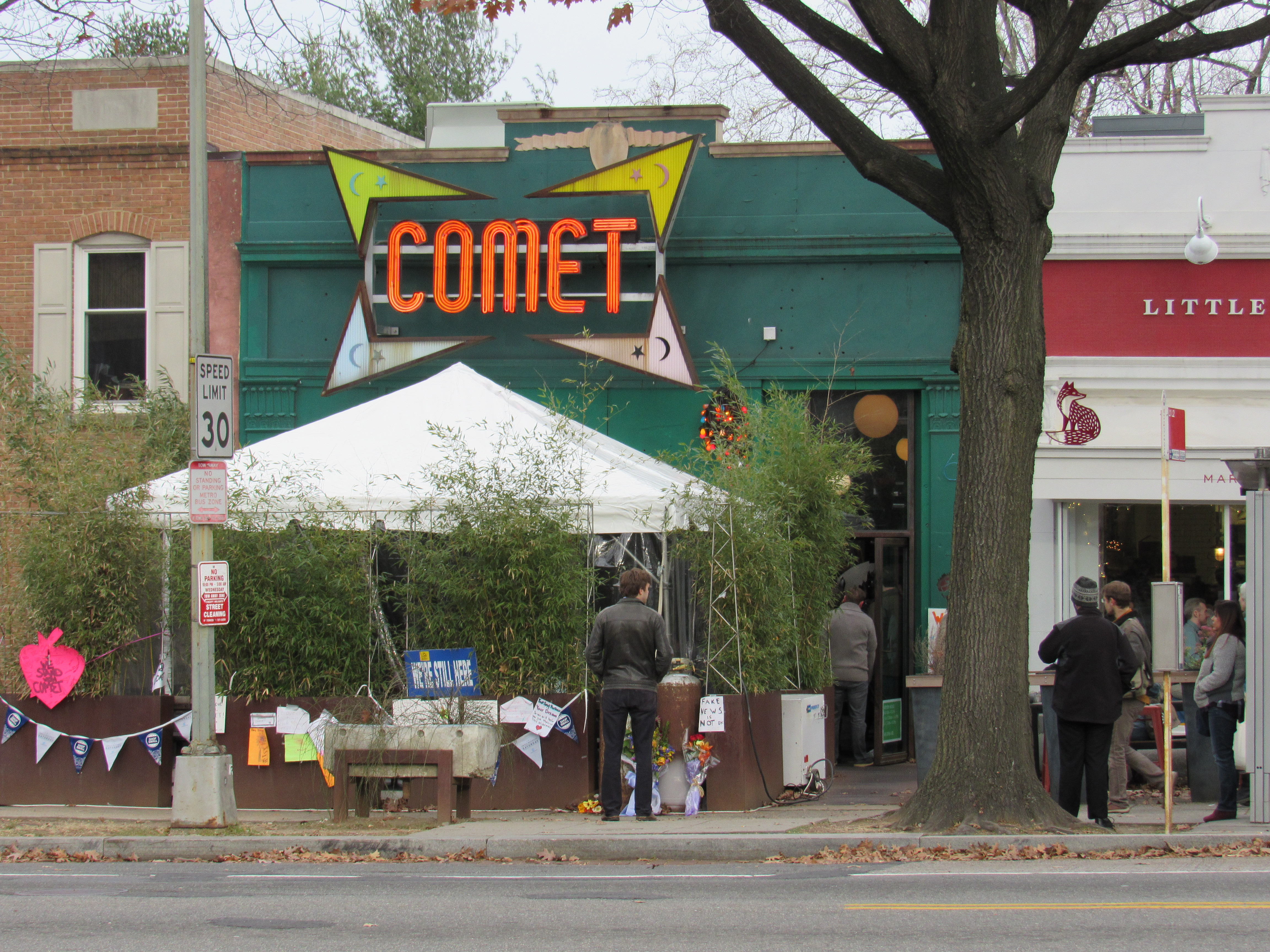
Los defensores de Pizzagate conectaron al Comet Ping Pong (en la foto) con una ficticia esfera de pornografía infantil.

Pizzagate (pronunciado [ˈpiːtsəˌgeɪt]) es una teoría conspirativa refutada que fue viral durante el ciclo de elecciones presidenciales de los Estados Unidos en 2016. Ha sido desacreditada por algunas organizaciones, incluido el Departamento de la Policía Metropolitana del Distrito de Columbia.
En marzo de 2016, la cuenta de correo electrónico personal de John Podesta, gerente de campaña de Hillary Clinton, fue pirateada en un ataque de phishing. WikiLeaks publicó sus correos electrónicos en noviembre de 2016. Los defensores de la teoría conspirativa Pizzagate afirmaron que los correos electrónicos contenían mensajes codificados que conectaban a varios restaurantes estadounidenses y funcionarios de alto rango del Partido Demócrata con una supuesta red de tráfico de personas y abuso sexual infantil. Uno de los establecimientos presuntamente involucrados fue el restaurante y pizzería Comet Ping Pong en Washington, D. C.
Miembros de la extrema derecha y otros opositores a la campaña presidencial de Clinton difundieron la teoría conspirativa en medios sociales como 4chan, 8chan y Twitter. En respuesta, un hombre de Carolina del Norte viajó a Comet Ping Pong para investigar la conspiración y disparó un rifle dentro del restaurante. El dueño y el personal del restaurante también recibieron amenazas de muerte por parte de teóricos de la conspiración.

## Origenes

### Génesis
El 30 de octubre de 2016, una cuenta de Twitter que publicó material de supremacía blanca y se presentó como dirigida por un abogado de Nueva York afirmó que el Departamento de Policía de la Ciudad de Nueva York (NYPD) había descubierto una red de pedofilia vinculada a miembros del Partido Demócrata mientras buscaba en los correos electrónicos de Anthony Weiner. A lo largo de octubre y noviembre de 2016, WikiLeaks había publicado los correos electrónicos de John Podesta. Los defensores de la teoría leyeron los correos electrónicos y alegaron que contenían palabras clave para la pedofilia y la trata de personas. Los defensores también afirmaron que el Comet Ping Pong era un lugar de encuentro para el abuso ritual satánico.
La historia se publicó más tarde en sitios web de noticias falsas, comenzando con Your News Wire, que citó una publicación de 4chan de principios de ese año. El artículo de Your News Wire fue difundido posteriormente por sitios web pro-Trump, incluido SubjectPolitics.com, que agregó la afirmación de que la policía de Nueva York había allanado la propiedad de Hillary Clinton. The Conservative Daily Post publicó un titular alegando que el FBI había confirmado la teoría.

### Difusión en redes sociales
Según la BBC, las acusaciones se extendieron a «la corriente principal de Internet» varios días antes de las elecciones presidenciales de 2016 en Estados Unidos, luego de que un usuario de Reddit publicara un documento de «evidencia» de Pizzagate. La publicación original de Reddit, eliminada en algún momento entre el 4 y el 21 de noviembre, alegaba la participación del comercio Comet Ping Pong de Washington D. C.: 

Todos los asociados con el negocio están haciendo inferencias semi-abiertas, semi-irónicas y semi sarcásticas hacia el sexo con menores. Los artistas que trabajan para y con el negocio también generan nada más que imágenes de culto de desencarnación, sangre, decapitaciones, sexo y, por supuesto, pizza.

 La historia fue recogida por otros sitios web de noticias falsas como InfoWars, Planet Free Will, y The Vigilant Citizen, y fue promovida por activistas de Derecha alternativa como Mike Cernovich, Brittany Pettibone y Jack Posobiec Otros promotores incluyen: David Seaman, exescritor de TheStreet.com, el presentador de CBS Ben Swann, el jugador de baloncesto Andrew Bogut, y el creador de Minecraft Markus Persson. El 30 de diciembre, cuando Bogut se recuperó de una lesión en la rodilla, miembros de la comunidad /r/The_Donald en Reddit promovieron una falsa teoría de que su lesión estaba relacionada con su apoyo a Pizzagate. Jonathan Albright, profesor asistente de análisis de medios en la Universidad de Elon, dijo que una cantidad desproporcionada de tuits sobre Pizzagate provenía de la República Checa, Chipre y Vietnam, y que algunos de los retweeters más frecuentes eran bots.
Los miembros de la comunidad Reddit /r/The_Donald crearon el subreddit /r/pizzagate para desarrollar aún más la teoría conspirativa. El sub hilo fue prohibido el 23 de noviembre de 2016 por violar la política anti-doxing de Reddit después de que los usuarios publicaron detalles personales de las personas relacionadas con la supuesta conspiración. Reddit lanzó una declaración después, diciendo: «No queremos cacerías de brujas en nuestro sitio». Después de la prohibición de Reddit, la discusión se trasladó al sub hilo v/pizzagate en Voat, un sitio web similar a Reddit.
Algunos de los defensores de Pizzagate, incluidos David Seaman y Michael G. Flynn (hijo de Michael Flynn), han desarrollado la idea de una conspiración gubernamental más amplia llamada «Pedogate». Según esta teoría, una "camarilla de élites satánicas" del Nuevo Orden Mundial opera redes internacionales de tráfico sexual de niños.

### Artículos en prensa turca
En Turquía, las denuncias fueron reportadas por periódicos progubernamentales (es decir, aquellos que apoyan al presidente Recep Tayyip Erdoğan), como Sabah, A Haber, Yeni Şafak, Akşam y Star. La historia apareció en el sitio web turco Ekşi Sözlük y en la red de noticias virales HaberSelf, donde cualquiera puede publicar contenido. Estos foros publicaron imágenes y acusaciones directamente desde el subreddit eliminado, que se reimprimieron en su totalidad en la prensa controlada por el Estado. Efe Sozeri, columnista de The Daily Dot, sugirió que las fuentes del gobierno turco estaban impulsando esta historia para distraer la atracción de un escándalo de abuso infantil allí en marzo de 2016.

## Acoso a propietarios y empleados de restaurantes
A medida que el Pizzagate se extendía, Comet Ping Pong recibió cientos de amenazas de los creyentes de la teoría. El propietario del restaurante, James Alefantis, dijo a The New York Times: «A partir de esta teoría conspirativa loca e inventada, hemos sido objeto de constantes ataques. Llevo días sin hacer nada más que intentar limpiar esto y proteger a mi personal y a mis amigos de ser aterrorizados».
Algunos adherentes identificaron la cuenta de Instagram de Alefantis y señalaron algunas de las fotos publicadas allí como prueba de la conspiración. Muchas de las imágenes mostradas eran de amigos y familiares a los que les había gustado la página de Comet Ping Pong en Facebook. En algunos casos, las imágenes se tomaron de sitios web no relacionados y se hicieron pasar por las de Alefantis. Los propietarios y el personal del restaurante fueron acosados y amenazados en los sitios web de las redes sociales, y el propietario recibió amenazas de muerte. La página de Yelp del restaurante fue bloqueada por los operadores del sitio citando críticas que estaban «motivadas más por la propia cobertura de las noticias que por la experiencia personal del consumidor».
Varias bandas que habían actuado en la pizzería también sufrieron acoso. Por ejemplo, Amanda Kleinman, de Heavy Breathing, borró su cuenta de Twitter tras recibir comentarios negativos que la relacionaban a ella y a su banda con la teoría de la conspiración. Otra banda, Sex Stains, cerró los comentarios de sus vídeos en YouTube y abordó la polémica en la descripción de sus vídeos. El artista Arrington de Dionyso, que había pintado un mural en la pizzería durante varios años antes de la polémica, describió con detalle la campaña de acoso contra él, y dijo sobre los ataques en general: «creo que es un asalto muy deliberado, que al final será un asalto coordinado a todas las formas de libertad de expresión.» El asunto ha suscitado comparaciones con la polémica del Gamergate.
El acoso a los negocios relacionado con el Pizzagate se extendió más allá de Comet Ping Pong e incluyó a otros negocios cercanos de D.C. como Besta Pizza, tres puertas más abajo de Comet; la cafetería Little Red Fox; la librería Politics and Prose; y el bistró francés Terasol. Estos negocios recibieron un gran número de llamadas telefónicas amenazantes, incluidas amenazas de muerte, y también sufrieron acoso por Internet. Los copropietarios de Little Red Fox y Terasol presentaron denuncias a la policía.
El restaurante Roberta's de Brooklyn también se vio involucrado en el engaño, ya que recibió llamadas telefónicas de acoso, incluida una llamada de una persona no identificada que le dijo a una empleada que «iba a sangrar y ser torturada». El restaurante se vio implicado después de que un vídeo de YouTube, ya retirado, utilizara imágenes de sus cuentas en las redes sociales para insinuar que formaban parte de la red de engaño sexual. Otros difundieron las acusaciones en las redes sociales, afirmando que "la familia Clinton ama a Roberta's".
East Side Pies, en Austin (Texas), vio cómo uno de sus camiones de reparto era vandalizado con un epíteto, y fue objeto de acoso online relacionado con su supuesta implicación en el Pizzagate, sus presuntas conexiones con la Agencia Central de Inteligencia y los Illuminati.
La Oficina Federal de Investigación investigó las amenazas relacionadas con el Pizzagate en marzo de 2017 como parte de una investigación sobre la posible interferencia rusa en las elecciones de 2016 en Estados Unidos.